# Shizue Ukaji
Shizue Ukaji (宇梶 静江, Ukaji Shizue, Urakawa, 13 de março de 1933) é uma ativista, artista e poeta ainu.

## Início de vida
Ukaji nasceu no dia 13 de março de 1933 em Urakawa, Hokkaido. Ela e os seus irmãos cresceram sem muito dinheiro, faltavam à escola e conseguiriam empregos de part-time para ajudar no sustento da sua família. Quando ela tinha 20 anos, ela se mudou para Sapporo para frequentar a escola secundária, embora fosse muito mais velha do que os seus colegas. Ela se mudou para Tóquio quando tinha 23 anos, esperando que houvesse menos discriminação contra os ainu lá do que em Hokkaido. Ela trabalhava como empregada e aprofundou a sua educação ouvindo os estudantes universitários que passavam e lendo o que eles liam.

## Carreira
Ukaji se tornou uma parte ativa do movimento pelos direitos indígenas do povo ainu durante os anos de 1970. Ela fez uma petição ao prefeito Ryokichi Minobe para a pesquisa de 1975 sobre as condições socioeconómicas dos ainu em Tóquio. A pesquisa descobriu que havia cerca de 600 famílias ainu em Tóquio, e muitas trabalhavam em empregos de colarinho azul. Uma posição para um conselheiro ainu foi feita no Escritório de Segurança Económica Metropolitana de Shinjuku, para que o povo ainu pudesse obter ajuda para encontrar empregos. Ukaji ocupou esta posição por alguns meses, mas parou por causa da intensa carga de trabalho.
Durante a década de 1990, Ukaji começou a estudar bordado. Em 1996, ela voltou para Hokkaido para estudar designs ainu tradicionais e incorporá-los no seu trabalho. O seu trabalho gira em torno de lendas Ainu, que ela costura no tecido do quimono como uma tapeçaria. Ela chama o seu estilo de "kofu-e" ou "fotos antigas de pano". Ela também publicou livros infantis baseados nas suas tapeçarias.
Em 2004, Ukaji recebeu o Prémio de Promoção da Cultura Ainu.
Em 2006, Ukaji ajudou a produzir um filme chamado "Tokyo Ainu" sobre as pessoas Ainu que vivem em Tóquio e o preconceito que experimentam quando compartilham as suas origens étnicas.
Ukaji ganhou o Prémio Cultural Eiji Yoshikawa em 2011.